# Matia Bazar

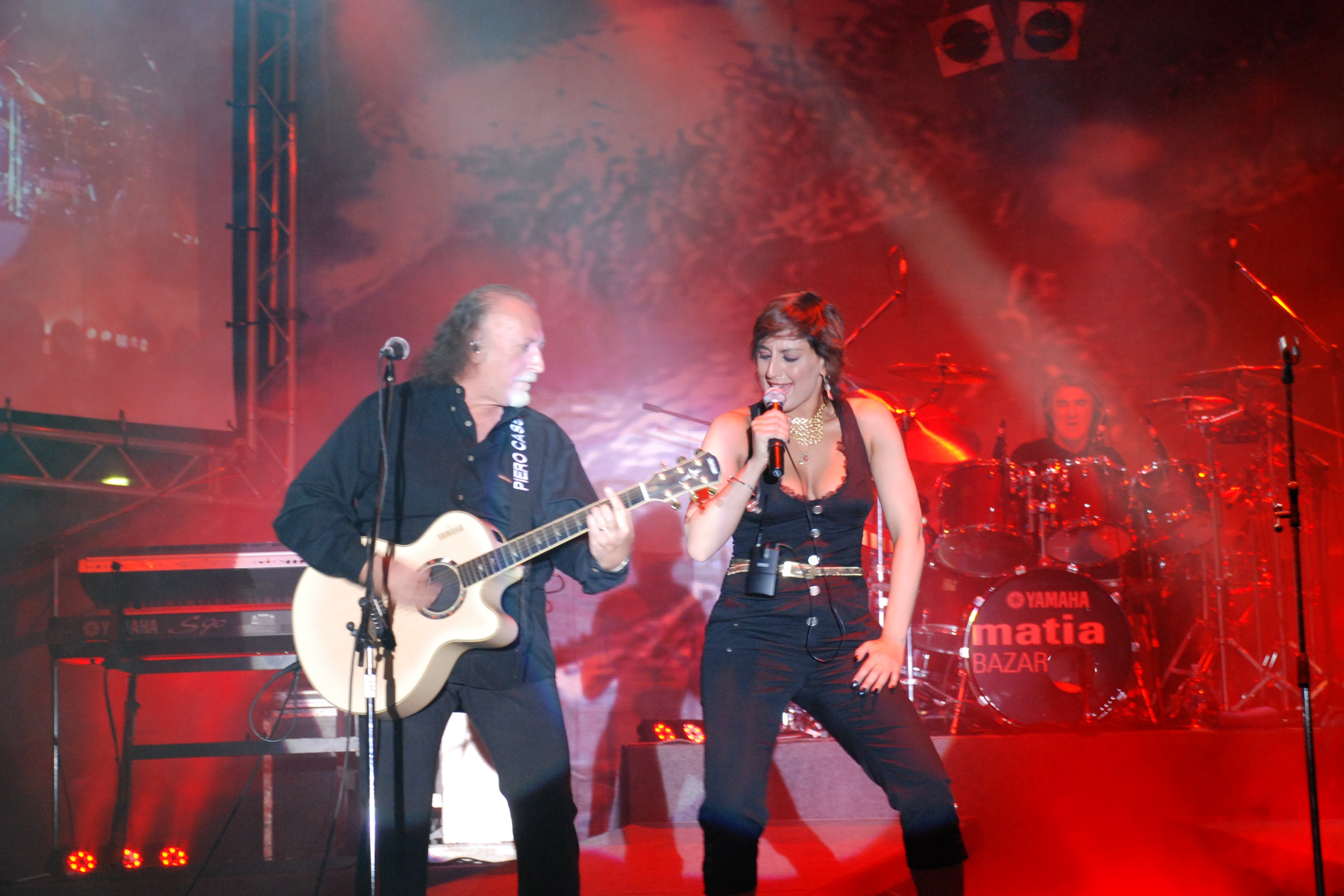
Matia Bazar 2007

Matia Bazar är en italiensk musikgrupp, bildad 1975 i italienska Genua. Gruppen deltog i Eurovision Song Contest 1979 med låten "Raggio di luna". 1985 kom deras största internationella hit "Ti sento". Fram till 1989 präglades gruppens musik och framtoning i hög grad av sångerskan Antonella Ruggiero.

## Biografi

### Tidiga år
Gruppen bildades i Genua 1975 av Piero Cassano, Aldo Stellita och Carlo Marrale – alla tre tidigare medlemmar av rockgruppen Jet. 
Strax efter grundandet kompletterades gruppen med trummisen Giancarlo Golzi, från gruppen Museo Rosenbach, och sångerskan Antonella Ruggiero. Ruggieros operaskolade röst kom att bli ett signum för gruppen under de kommande 14 åren. Hon bidrog också till gruppens namn, efter att hon redan 1974 sjungit in sin singel "Io Matia" ('Jag Matia'); Matia var då hennes artistnamn.

### Genombrott och framgångar
Matia Bazars tidiga år präglades av en mjuk popstil à la schlager, vilket kompletterades med en del längre, ofta instrumentala och symfonirockinfluerade låtar.  Man nådde framgångar vid den italienska San Remo-festivalen (bland annat vinst 1978) och deltog 1979 som Italiens represententant vid Eurovision Song Contest med låten "Raggio di luna". Därefter hade gruppen vissa framgångar (även utanför Italien) med singlarna "Solo tu" och "Tu semplicità". Gruppen vann San Remo-festivalen även 1983 (med "Vacanze romane") och 1985 (med "Souvenir"). 
I början av 1980-talet förändrades musiken i riktning mot syntpop, vilket syntes tydligt på 1983 års album Tango (med låtar som "Elettrochoc" och "Il video sono io"). I mitten av 80-talet hade man även internationella framgångar, inte minst med 1985 års hitlåt "Ti sento".
Den 2 november 1985 och 10 oktober 1987 var Matia Bazar gästartister i TV-programmet Jacobs stege. Det första uppträdandet i svensk TV sammanföll med lanseringen av "Ti sento". Under decenniet var också sångerskan Ruggiero den mest framträdande gruppmedlemmen på skiva och konserter, fram till att hon 1989 lämnade gruppen och därefter påbörjade en solokarriär.

### Senare år
Under 1980- och större delen av 1990-talet var Sergio Cossu den mest inflytelserika medlemmen av gruppen, med sitt låtskrivande och sin skivproduktion. Efter att han lämnat gruppen 1998 återsamlades flera tidigare medlemmar i en ny version av Matia Bazar, och musiken tenderade nu åter mer åt schlager än syntpop.

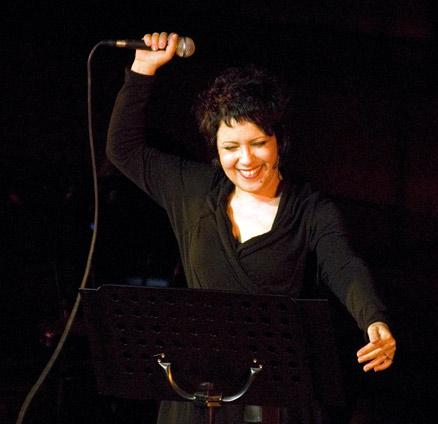
Antonella Ruggiero, sångerska 1975–89. Fotot är från 2010.

## Gruppmedlemmar

### Sång
- Antonella Ruggiero – 1975-1989
- Laura Valente – 1990-1998
- Silvia Mezzanotte – 1999-2004, 2010-idag
- Roberta Faccani – 2005-2010

### Instrument
- Piero Cassano - röst, rytmgitarr, keyboard (1975-1981, 1999-idag)
- Giancarlo Golzi - trummor (1975-idag)
- Aldo Stellita - elbas (1975-1998)
- Carlo Marrale - 1975-1994
- Mauro Sabbione- 1981-1984
- Sergio Cossu - 1984-1998
- Fabio Perversi - keyboard, violin, körsång (1999-idag)

## Diskografi

### Studioalbum
- Matia Bazar (1976)
- Gran Bazar (1977)
- Semplicità (1978)
- Tournee (1979)
- Il tempo del sole (1980)
- ...Berlino ...Parigi ...Londra (1982)
- Tango (1983)
- Aristocratica (1984)
- Melancholia (1985)
- Melò (1987)
- Red Corner (1989)
- Anime pigre (1991)
- Dove le canzoni se avverano (1993)
  - Piccoli giganti (1995)[b]
- Radiomatia (1995)
- Benvenuti a Sausalito (1997)
- Brivido caldo (2000)
- Dolce canto (2001)
- Profili svelati (2005)
- One1 Two2 Three3 Four4 (2007)
- One1 Two2 Three3 Four4 – Volume due (2008)
- Conseguenza logica (2011)

### Samlingar (urval)
- Solo tu .... L'oro dei Matia Bazar (1977)
- Matia Bazar (Best La prima stella della sera) (1988)
- Matia Bazar - Essential (2012)

### Konsertalbum
- Messaggio dal vivo (2002)